# Opisthopristis
Opisthopristis is een geslacht van hooiwagens uit de familie Cosmetidae.
De wetenschappelijke naam Opisthopristis is voor het eerst geldig gepubliceerd door Roewer in 1952. 

## Soorten
Opisthopristis is monotypisch en omvat slechts de volgende soort:
- Opisthopristis singularis